# Ufficiale di porto
Ufficiale di porto è stato un grado del Corpo delle capitanerie di porto dalla sua costituzione fino all'entrata in guerra dell'Italia nella prima guerra mondiale, quando il Corpo venne temporaneamente militarizzato.
Terminato la guerra il Corpo divenne definitivamente un corpo militare con regio decreto-legge n. 2349 del 27 novembre 1919 e nello stesso periodo venne adottata, anche per i gradi delle capitanerie di porto, la denominazione propria dei corpi tecnici della Regia Marina, a sua volta analoga a quella del Regio Esercito, seguita sempre dallo specificativo “di porto”.
I gradi di ufficiale di porto si distinguevano in ufficiale di porto di 1ª, 2ª e 3ª classe.

## Equiparazione dei gradi
I gradi di Ufficiale di porto di 1ª, 2ª e 3ª classe erano equiparati a capitano. Il grado inferiore era applicato di porto di 1ª classe, il grado superiore era di capitano di porto di 3ª classe.
Con l'adozione per i gradi delle Capitanerie di porto della denominazione propria dei corpi tecnici della Regia Marina, a sua volta analoga a quella del Regio Esercito, seguita sempre dallo specificativo "di porto" l'ufficiale di porto ha assunto la denominazione di capitano di porto, omologo del capitano dei corpi tecnici della Regia Marina e del Regio Esercito. Tale denominazione è stata altresì adottata successivamente dalla Marina Militare Italiana, la quale ha mutuato per le Capitanerie e per i corpi tecnici e logistici la denominazione dei gradi dall'Esercito fino al 1973, quando con legge del 16 aprile nº 174 la Marina Militare ha uniformato la denominazione dei gradi degli ufficiali di tutti i Corpi a quella del corpo di Stato Maggiore e il grado di "capitano di porto" è stato ridenominato tenente di vascello di porto.